# Amblyeleotris ogasawarensis
Amblyeleotris ogasawarensis és una espècie de peix de la família dels gòbids i de l'ordre dels perciformes que habita a la prefectura d'Okinawa i a la costa est del nord d'Austràlia.
Els mascles poden assolir els 10 cm de longitud total.